# Kleiner Schmalbock
Der Kleine Schmalbock (Stenurella melanura, Syn.: Strangalia melanura), auch Gemeiner Schmalbock und Schwarzschwänziger Schmalbock genannt, ist eine Art aus der Familie der Bockkäfer (Cerambycidae).

## Merkmale
Der Kleine Schmalbock ist ein zwischen sechs und neun Millimeter langer Käfer mit einer schwarzen Grundfärbung. Die Deckflügel der Weibchen sind außen rot und besitzen eine breite schwarze Flügeldeckennaht sowie eine schwarze Spitze. Die Flügeldecken der schlankeren Männchen sind braun und haben eine dunklere Spitze mit einer etwas weniger ausgeprägten schwarzen Zeichnung.

## Vorkommen
Diese Käferart kommt in Europa, Sibirien, der Nordmongolei und im Kaukasus an sonnigen Waldrändern, in Nadelmischwäldern, Fichten-Kiefernwäldern und auf Alm- und Bergwiesen vor und ist bis in Mittelgebirgshöhen zu finden.

## Lebensweise
Die erwachsenen Tiere lassen sich von Mai bis September auf verschiedenen Blüten finden, insbesondere auf Dolden, und ernähren sich von Pollen. Die Larven bevorzugen das morsche Holz von Laub- und Nadelbäumen, insbesondere dünne liegende Zweige, in welchen sie sich innerhalb von zwei Jahren zur Imago entwickeln.

## Weitere Medien
- Paarung

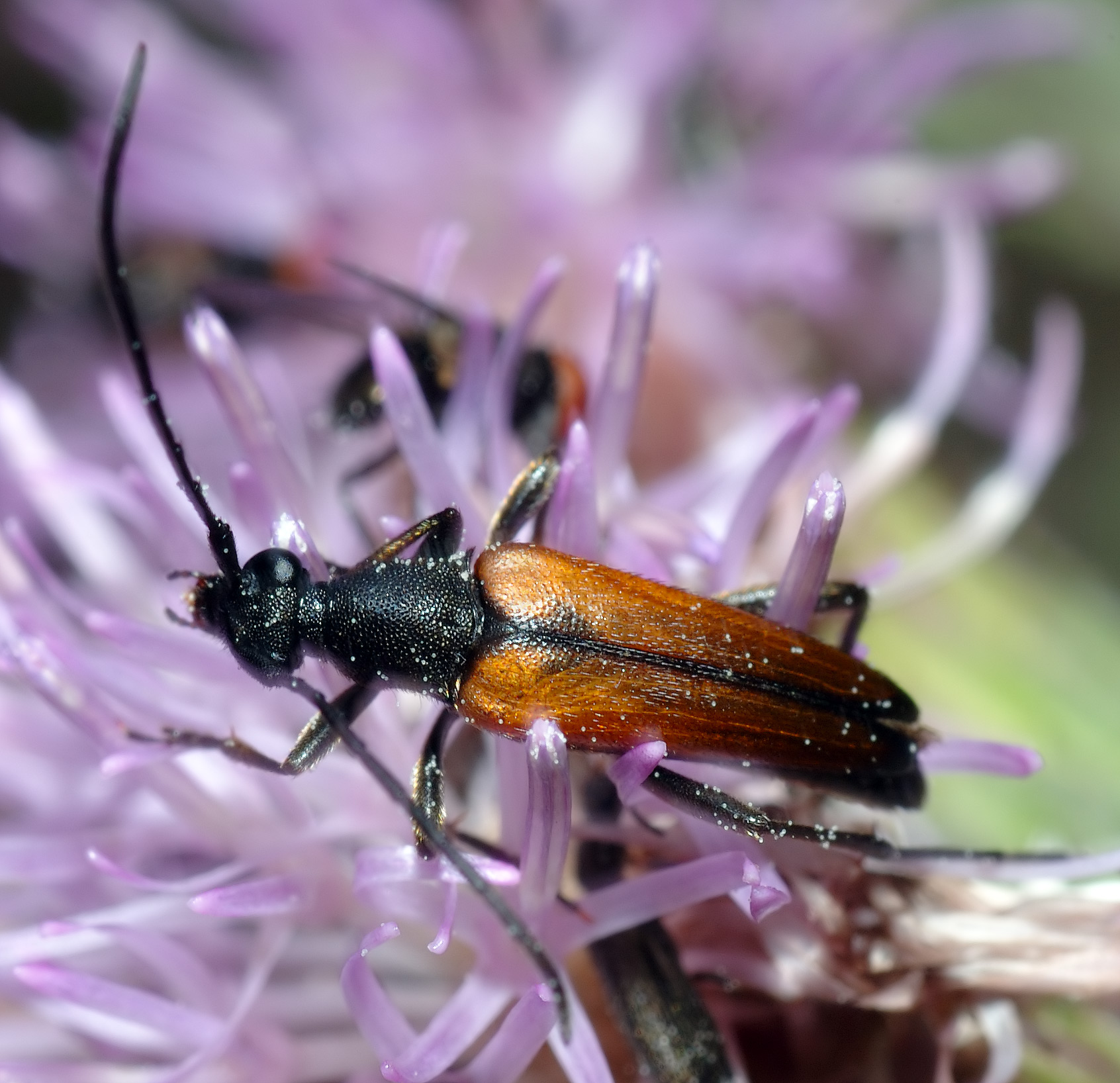
Männchen von oben
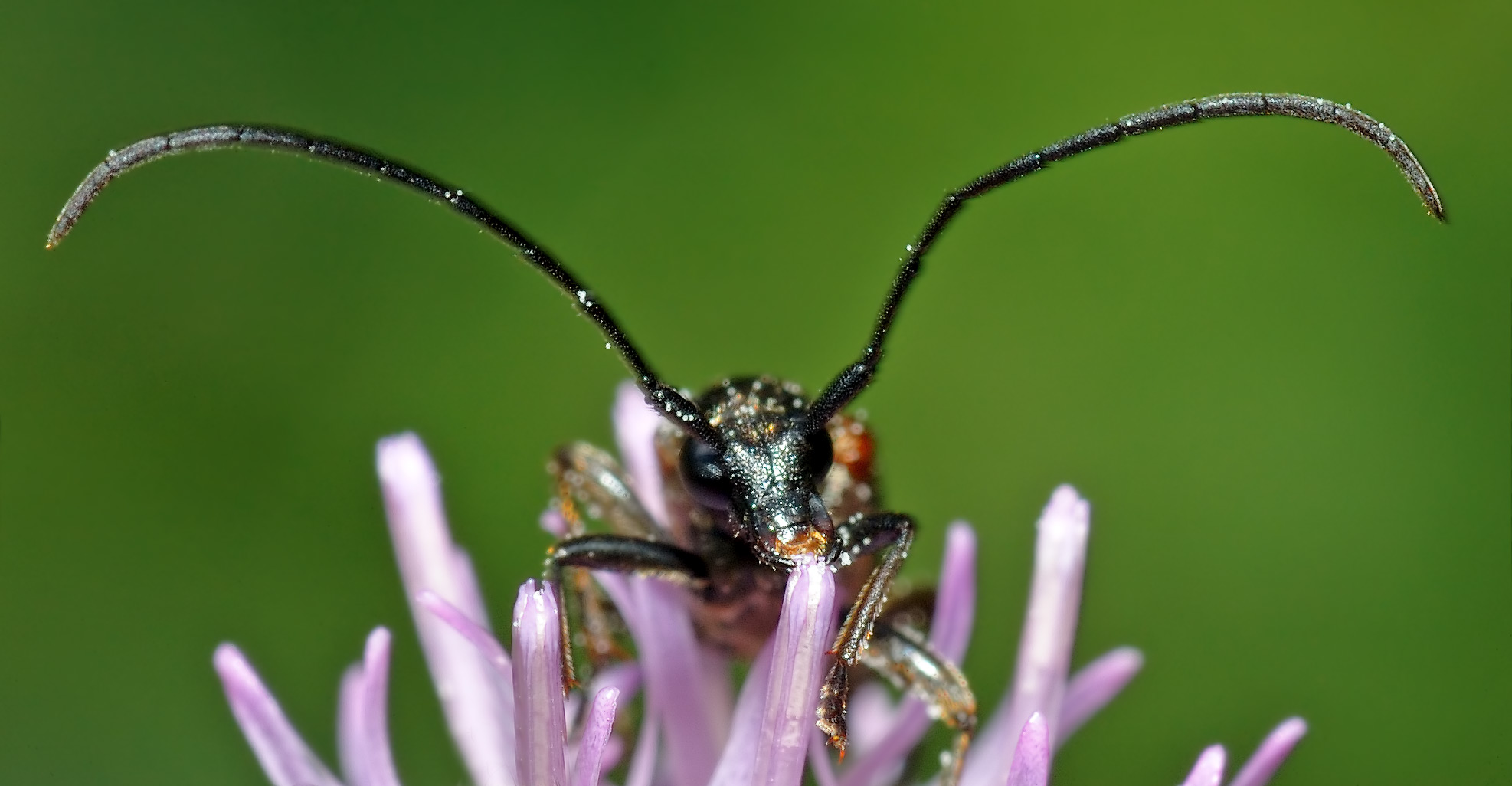
Ansicht von vorn
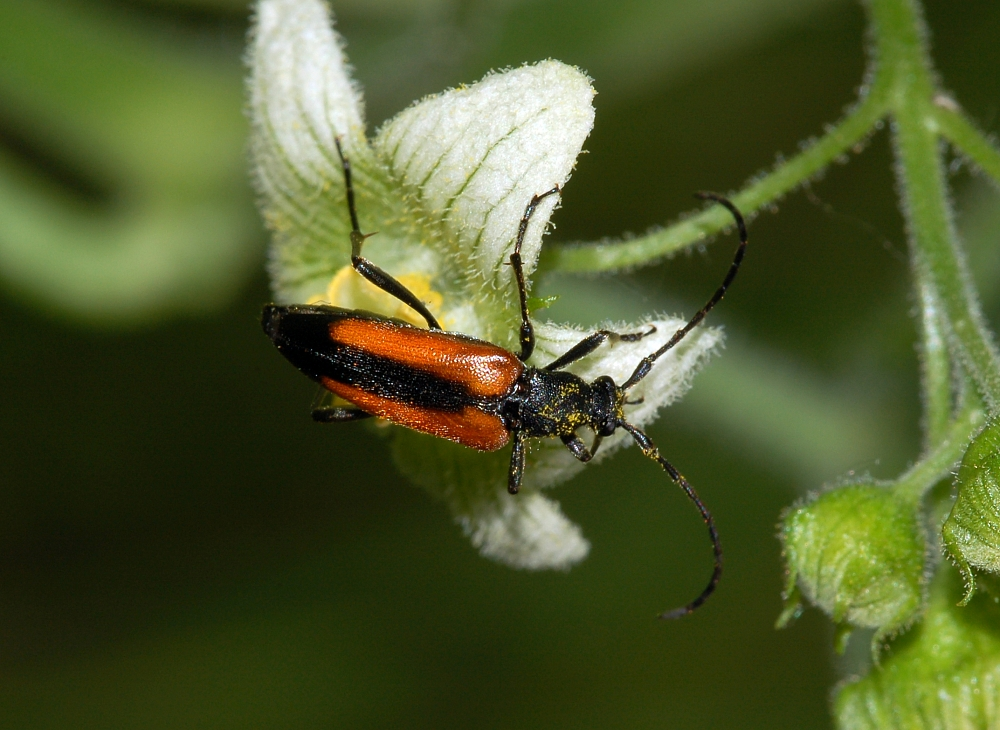
Das Weibchen
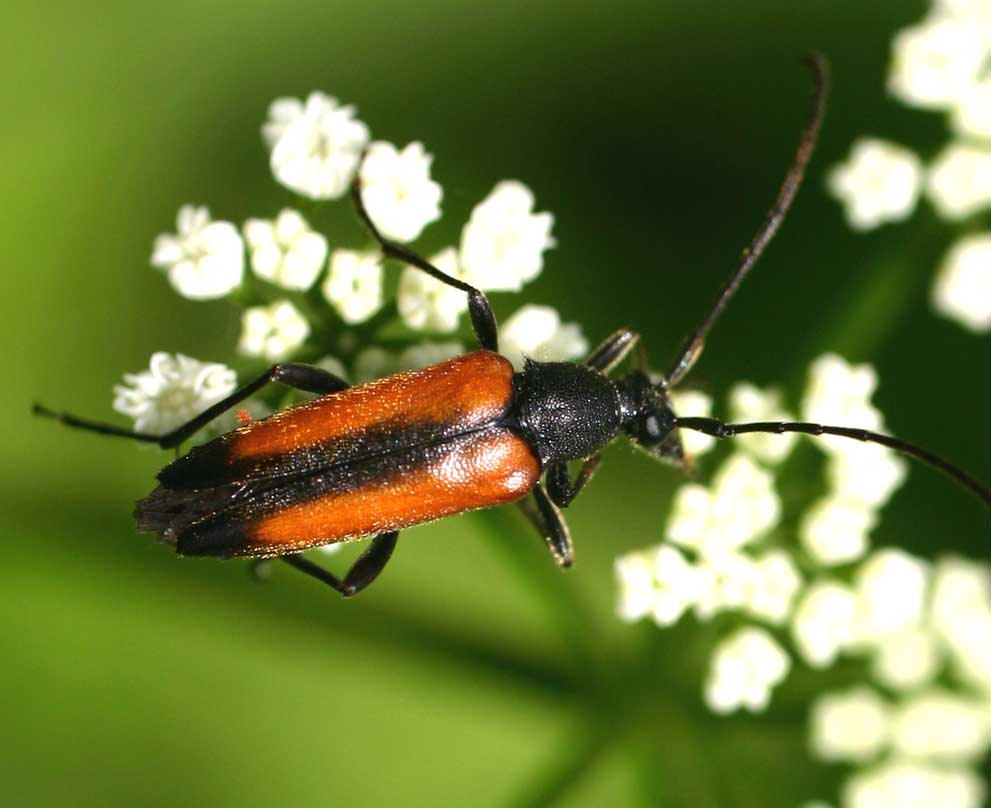
Weibchen von oben